# کمپانی هند شرقی فرانسه
کمپانی هند شرقی فرانسه (فرانسوی: Compagnie française pour le commerce des Indes orientales‎) یک شرکت تجاری امپراتوری بود که در سال ۱۶۶۴ برای رقابت با کمپانی‌های هند شرقی انگلیس (بعداً بریتانیا) و هلند در هند شرقی تأسیس شد و در سال ۱۷۱۹ در هندوستان مستقر گردید.
این کمپانی با برنامه‌ریزی ژان باپتیست کلبرت و اعطای امتیاز توسط پادشاه فرانسه لویی چهاردهم به منظور تجارت در نیم‌کره شرقی تأسیس شد. این کمپانی از ترکیب سه شرکت قبلی یعنی Compagnie de Chine (تأسیس در سال ۱۶۶۰)، Compagnie d'Orient و Compagnie de Madagascar تشکیل شد. اولین مدیرکل کمپانی فرانسوا د لا فای بود که در آن زمان دو مدیر عامل مؤسسات تجاری موفق درکنارش بودند: یکی فرانسوا کارون که ۳۰ سال برای کمپانی هند شرقی هلند کار کرده بود، از جمله بیش از ۲۰ سال در ژاپن، و دیگری مارکارا آوانچینتز، بازرگان ارمنی از اصفهان، ایران.
کمپانی هند شرقی فرانسه که در ۱۶۶۴ بنا نهاده شده بود در مقایسه با کمپانی هند شرقی بریتانیا به موفقیت چندانی دست نیافت و نتوانست خود را از نظر مالی حفظ کند. این شرکت به علت مشکلات مالی در ۱۷۶۹ یعنی حدود ۲۰ سال قبل از انقلاب فرانسه منحل و کلیه دارایی‌ها و فعالیت‌هایش جذب پادشاهی فرانسه شد. لوئی شانزدهم در آن سال حکمی صادر کرد که شرکت را ملزم به واگذاری تمام دارایی‌ها، سرمایه و حقوق خود به ۳۰ میلیون لیر می‌کرد. پادشاه موافقت کرد که تمام بدهی‌ها و تعهدات این شرکت را بپردازد، هرچند دارندگان سهام شرکت و یادداشت‌ها فقط ۱۵٪ از ارزش اسمی سرمایه‌گذاری‌های خود را تا پایان انحلال شرکت در سال ۱۷۹۰ دریافت کردند.
کمپانی هند شرقی فرانسه در ۱۷۸۵ دوباره بازسازی شد و سهامی به تعداد ۴۰٬۰۰۰ سهم و با ارزش ۱۰۰۰ لیور فرانسه صادر کرد با این وجود، این سهام را انقلاب فرانسه تأیید نکرد، و در ۳ آوریل ۱۷۹۰ مجلس جدید فرانسه با شور و اشتیاق اعلام کرد که از این پس تجارت پر سود خاور دور «برای همه فرانسوی‌ها آزاد خواهد بود». به این ترتیب این شرکت، که نه به رقابت و نه به رسمیت‌زدایی عادت کرده بود، با افت مداوم روبرو شد و سرانجام در سال در ۱۷۹۴ اعلام ورشکستگی کرد و انحلال یافت.

## نگارخانه

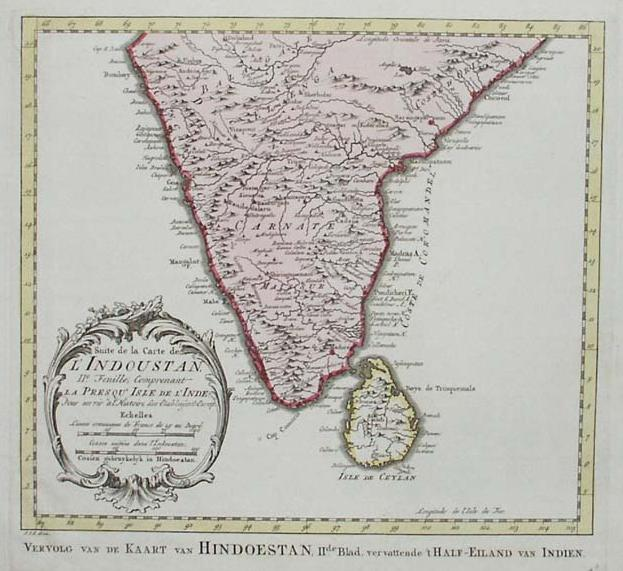
نقشه هندوستان. بلین، ۱۷۷۰.
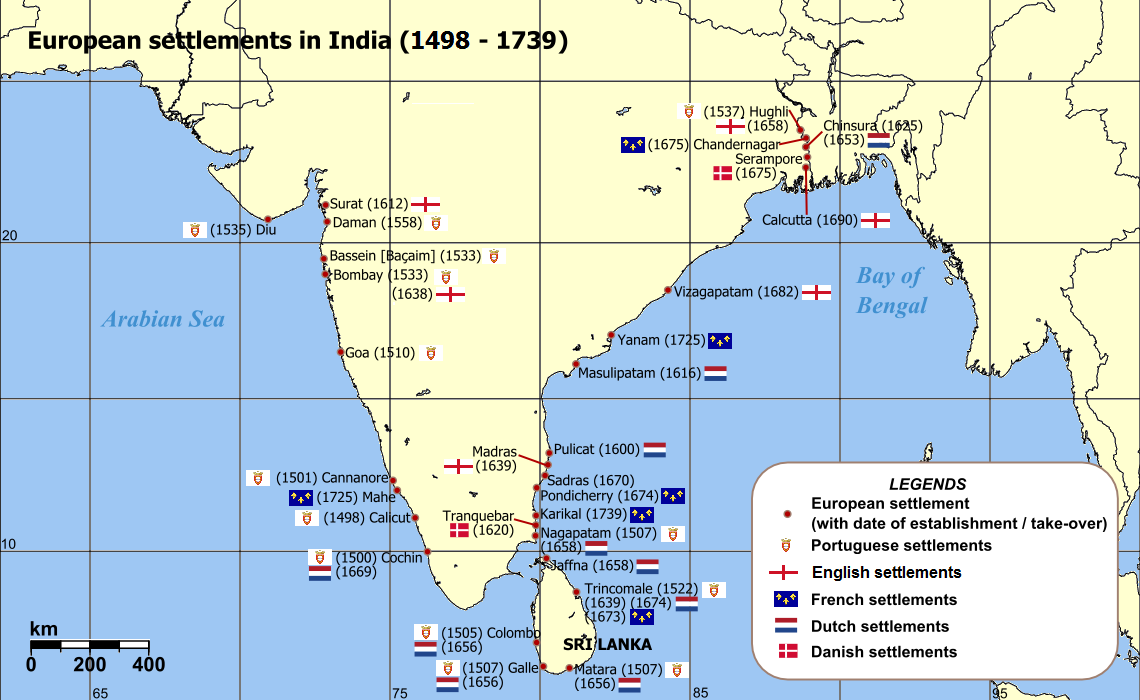
کمپانی هند شرقی فرانسه و سایر کمپانی‌های اروپایی در هند.
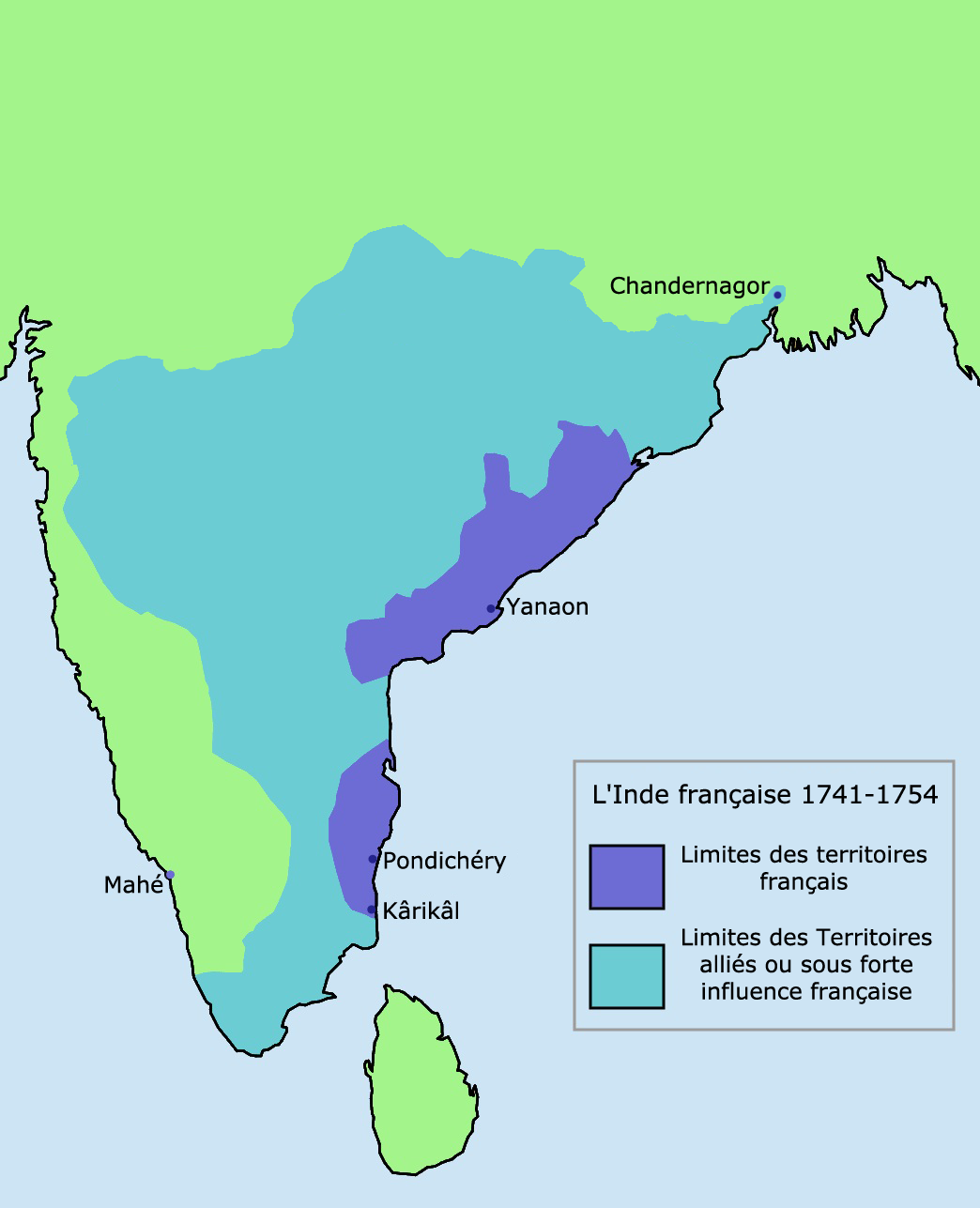
اوج نفوذ فرانسه ۱۷۴۱-۱۷۵۴.
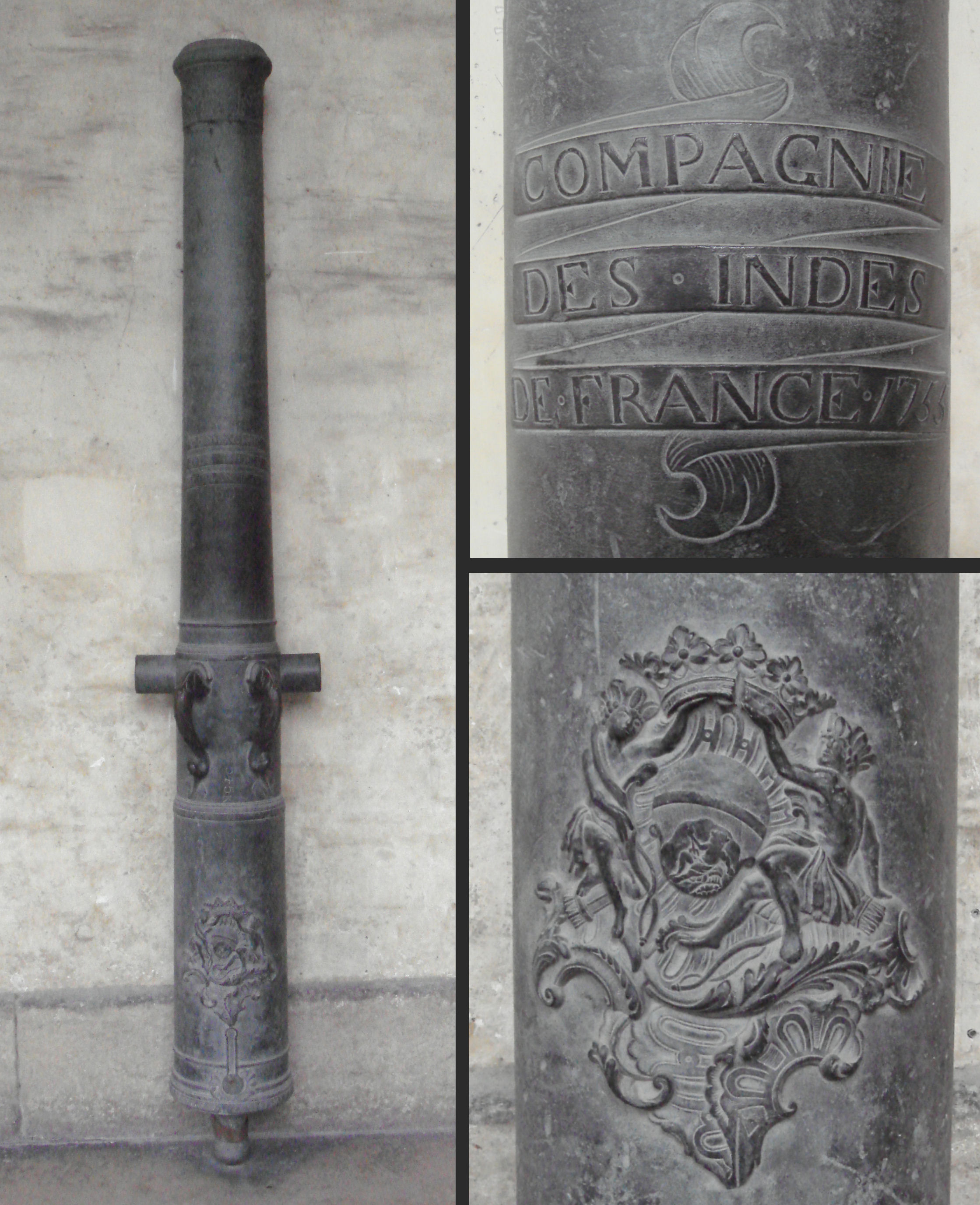
توپ کمپانی هند شرقی فرانسه ("Canon 4"). برنز ، ۱۷۵۵ ، دوایی. کالیبر: ۸۴ میلی متر ، طول: ۲۳۷ سانتی متر ، وزن: ۵۴۵ کیلوگرم ، مهمات: توپ‌های آهنی ۲ کیلوگرمی
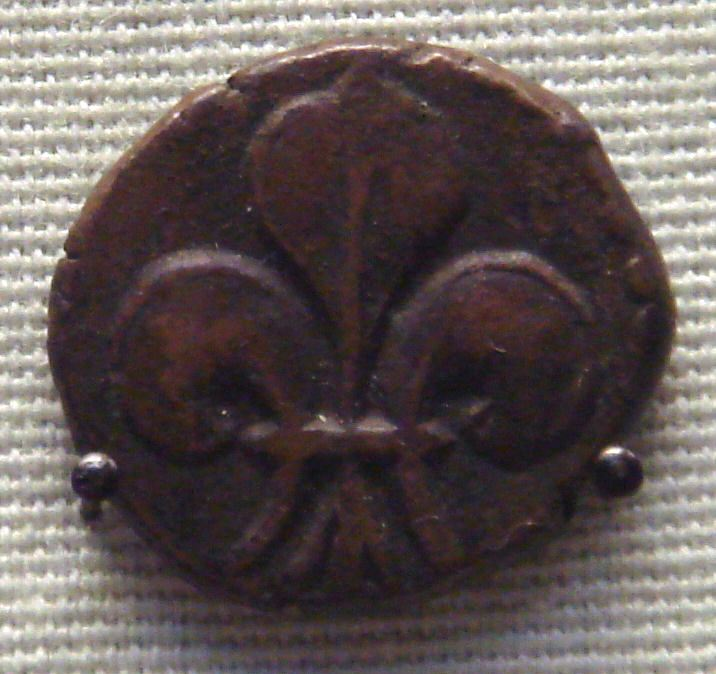
سکه مس ضرب شده توسط فرانسه ، برای تجارت داخلی هند که در پودوچری ریخته شد.
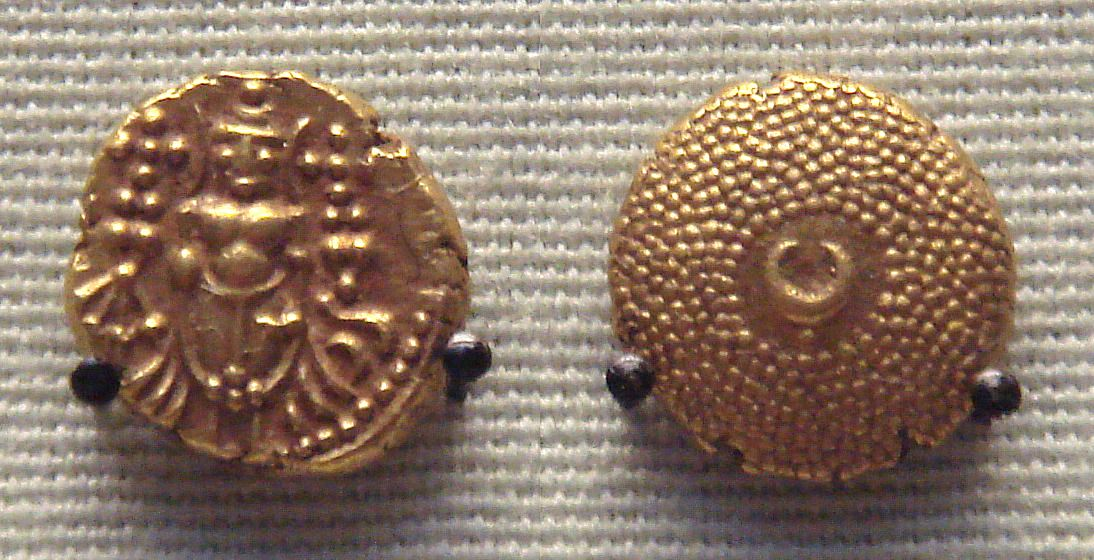
"سکه پاگودای طلای" فرانسه ضرب شده برای تجارت در جنوب هند ، در پودوچری ۱۷۰۵-۱۷۸۰ .
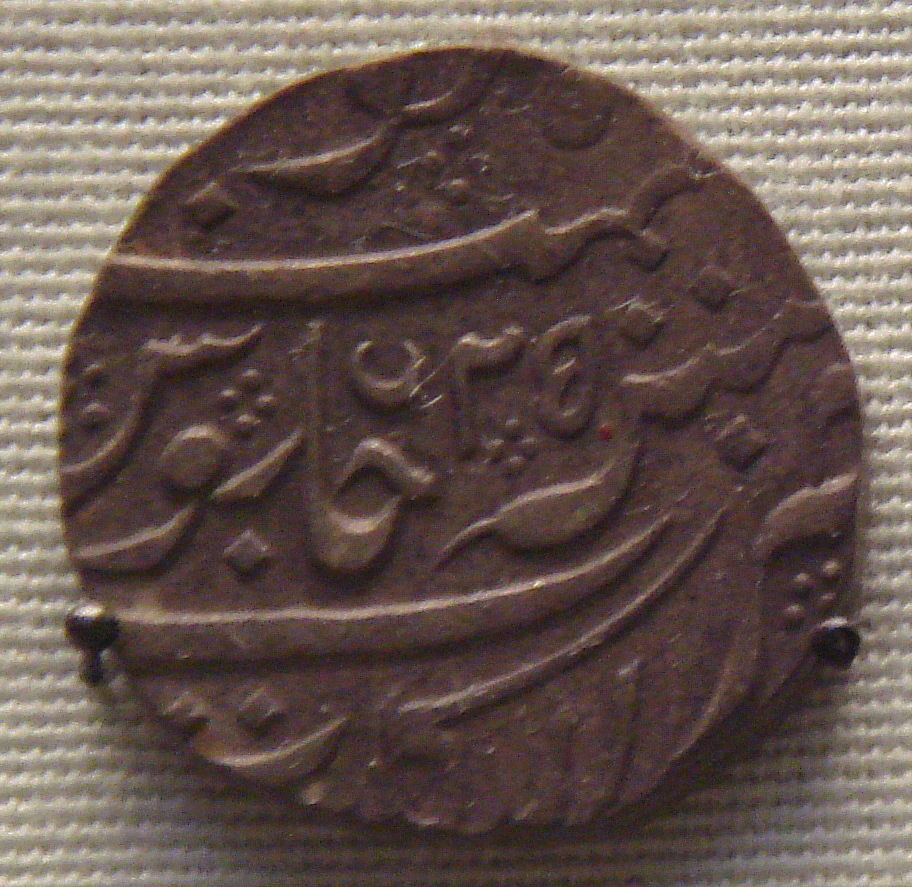
روپیه فرانسوی ضرب شده به نام محمدشاه گورکانی (۱۷۱۹-۱۷۴۸) برای تجارت در شمال هند که در پودوچری استفاده شد.
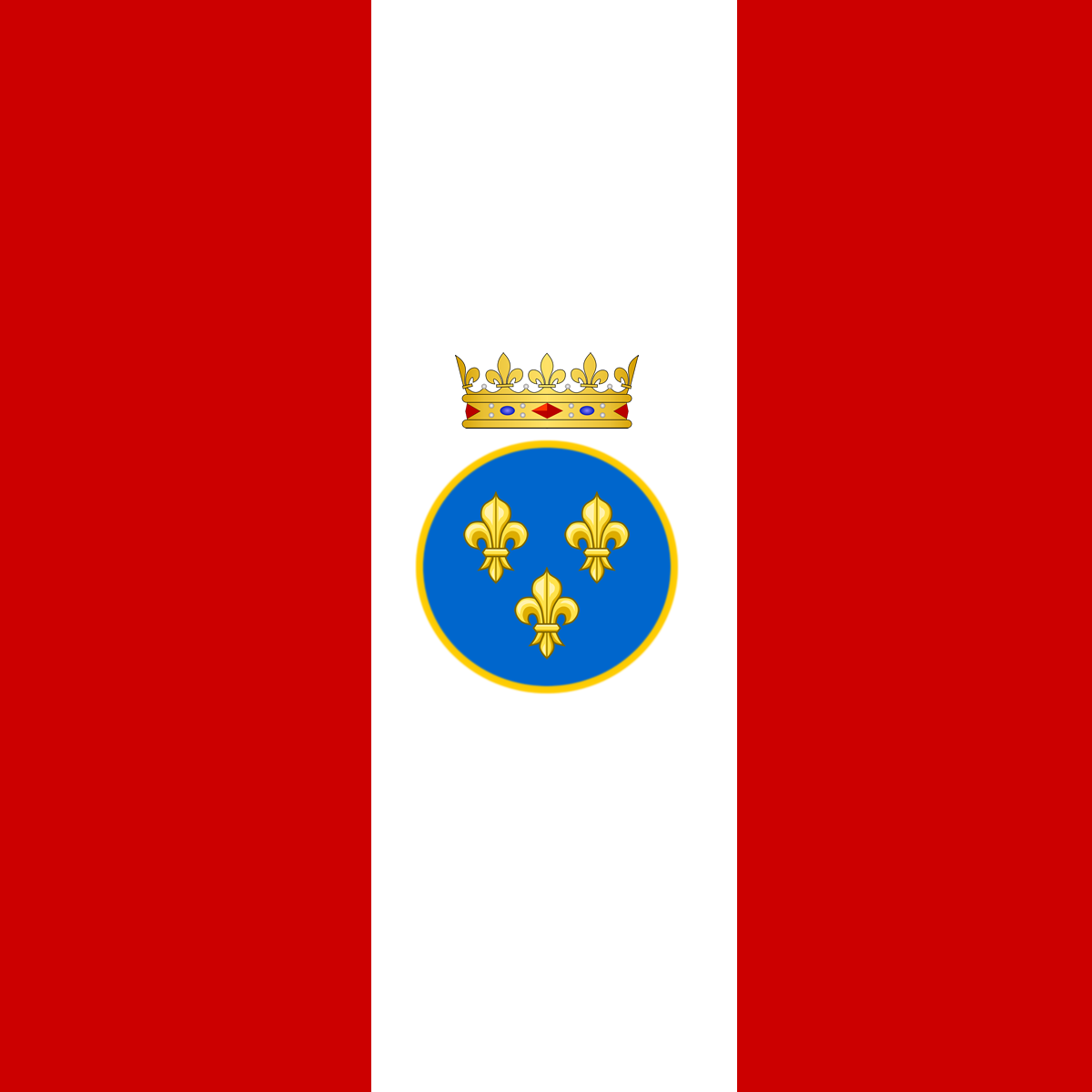
پرچم هنگ کمپانی هند شرقی فرانسه.
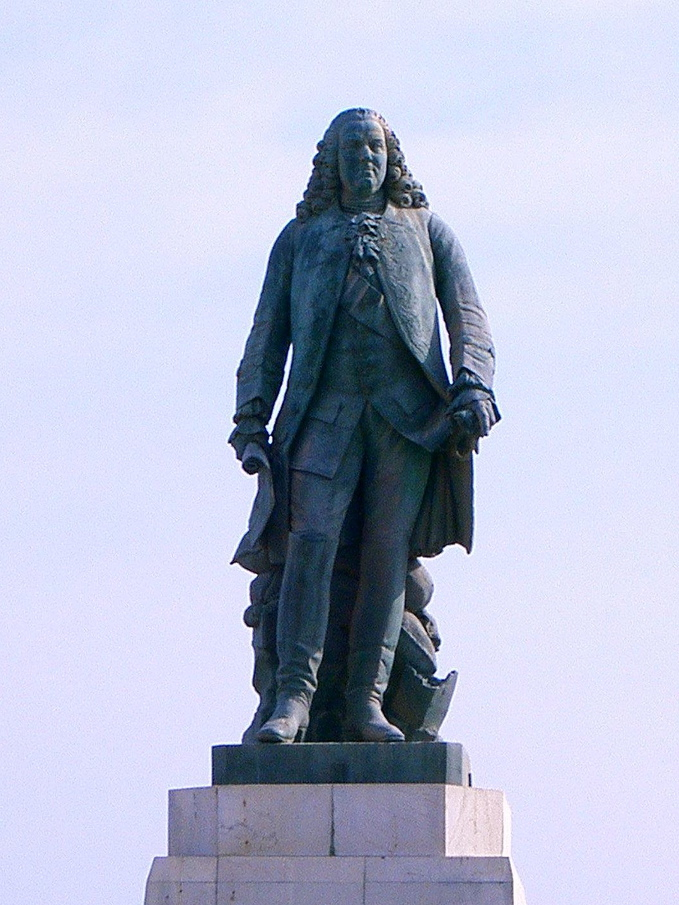
بنای یادبود جوزف فرانسوا دوپلیکس در پوندیچری